# Marjanowka (obwód omski)
Marjanowka (ros. Марьяновка) – osiedle typu miejskiego w Rosji, w obwodzie omskim, ośrodek administracyjny rejonu marjanowskiego. W 2010 liczyło 8630 mieszkańców.